# (19098) 1981 EM3
A (19098) 1981 EM3 a Naprendszer kisbolygóövében található aszteroida. Schelte J. Bus fedezte fel 1981. március 2-án.